# موش‌صاریغ پشمالوی کوچک
موش‌صاریغ پشمالوی کوچک (نام علمی: Marmosa phaeus) نام یک گونه از سرده موش‌صاریغ‌ها است.